# ラシード・ウッディーン・スィナーン

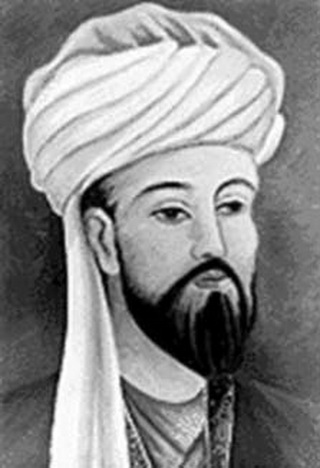
ラシード・ウッディーン・スィナーン

ラシード・ウッディーン・スィナーン（アラビア語: رشيد الدين سنان Rashīd al-Dīn Sinān 、?(1125年～1135年) - 1192年/1193年）は、12世紀後半、シリアにおけるシーア派のイスマーイール派・ニザール派の中核的位置をしめたダーイー。勢力の錯綜するシリアにおいて、彼の指導のもとニザール派は無視できない勢力にまで成長した。また、スィナーンの指示で活躍したフィダーイー（فِدائيّين）から「暗殺教団」伝説が生まれ、彼自身も「山の老人」（英語: Old Man of the Mountain、アラビア語: شيخ الجبل Shaykh al-Jabal、ラテン語: Vetulus de Montanis）のモデルとして有名になった。

## 名前
全名はアブー・アル＝ハサン・スィナーン・イブン＝スレイマン・イブン＝ムハンマド・アル＝バスリ Abu al-Hasan Sinan ibn Sulayman ibn Muhammad al-Basri であり、彼個人の名前はスィナーンである。ラカブ（通り名）としてラシード・ウッディーン・スィナーンを用いていた。
名前の構成は、バスリのムハンマド（祖父）の息子、スレイマン（父）の息子、ハサン（息子）の父スィナーンとなっている。
バスリ（ al-Baṣrī ）は出生地のバスラからきている。

## 人物
ヒジュラ暦520年代（西暦1125年～35年）、バスラ近郊のイスマーイール派の家の生まれ。若い頃にニザール派を信奉するようになり、ニザール派の中心拠点、北部イラン・アルボルズ山中のアラムート城砦に赴き教育を受けた。1162年、ハサン2世がフッジャを継いでニザール派のダアワを率いるようになるとシリアに派遣された。その後、シリアにおけるニザール派の指導的ダーイー、シャイフ・アブー・ムハンマドが没するとシリアのニザール派ではその後継をめぐって大混乱に陥いるが、このときアラムートから後継として任じられたのがスィナーンであった。以降約30年にわたって、スィナーンはシリアのニザール派を率いることになる。
このころのシリアではファーティマ朝勢力は大きく後退し、ザンギー朝、十字軍諸国家、ザンギー朝によってファーティマ朝に派遣され軍権を握るサラーフッディーンの勢力、さらには群小諸勢力が錯綜する状況であった。群小勢力の一つイスマーイール派でもムスタアリー派がニザール派よりもはるかに優勢な状況であった。このような中でスィナーンはシリア中部ジャバル・バフラー山中の諸城砦を中心にフィダーイーの育成（後述）など再組織化を図るとともに、シリア諸勢力との合従連衡によるニザール派の生存確保を目指した。
もっとも優勢であり、スンナ派護持に厳格であったザンギー朝のヌールッディーンはニザール派を十字軍以上の脅威とみなし、ニザール派城砦の包囲・攻撃を繰り返していた。これに対して、スィナーンは十字軍と暗黙の提携を行い、さらに1173年にはアモーリー1世に正式な同盟の使者を送っている。1174年、ヌールッディーンが没すると、今度はヌールッディーンによってファーティマ朝に送られ、さらにファーティマ朝を滅ぼしアイユーブ朝を興したサラーフッディーンの脅威に直面して、一転ザンギー朝との同盟に踏み切った。1176年に至る2度にわたってサラーフッディーンの暗殺のためにフィダーイーを派遣したが、いずれも失敗している。
これに対する報復のために、アイユーブ朝軍は城砦の一つマスヤーフ城砦を包囲するが、すぐに休戦に至り、アイユーブ朝との敵対関係も短期間のものであった。この攻防戦ではスィナーンが単独で警戒厳重なサラーフッディーンの寝所に侵入し、その枕元に毒ケーキ・毒塗りの短剣・警告文を置いて去ったエピソードがあり、サラーフッディーンはこれに恐れを成して兵を引いたという。その後、シリアのニザール派を巡る状況は、比較的安定的に推移するが、1187年のサラーフッディーンによるエルサレム奪還以降、十字軍の活動が活発化し、1189年には第3回十字軍が起こる。このころにはニザール派と十字軍との関係はかなり悪化しており、共通の敵・十字軍への対抗のためにサラーフッディーンと同盟を締結し、十字軍諸国家へのフィダーイーの派遣が行われていた模様である。たとえば1192年のモンフェラート侯コンラート1世の暗殺もフィダーイーによるものといわれている。十字軍に対抗するためとはいえ、互いに仇敵であるにも拘らずこうした関係を結べたのは、スィナーンもサラーフッディーンも互いの脅威を熟知していたからと考えられる。これに関してイブン・アル＝アスィールなどサラーフッディンに敵対的な史家は、サラーフッディーンがスィナーンを使嗾して実行させたものであるとしている。このころ、遅くとも1193年までにスィナーンは没したものと思われる。
このようにスィナーンはシリアをめぐる情勢で大きな役割を果たしたが、一方でニザール派教義面への貢献はあまり伝えられていない。1164年、フッジャのハサン2世はキヤーマを宣言する。これに対しスィナーンはキヤーマについて独自の教義を打ち立てたとされているが、スィナーン自身がイマームを称したとする史料はない。このことは教義面の対立以上にスィナーンのアラムートからの独立傾向を示しているといえよう。
スィナーンがシリア・ニザール派再組織化のなかで最も重視したのがフィダーイーの育成であった。フィダーイーとは「ある理念に忠誠を尽くし自己犠牲をも厭わない人びと」のことであり、スィナーンは戦闘や暗殺において彼らを積極的に用いた。フィダーイーの勇猛さは特に十字軍に恐れられて、彼らによってヨーロッパに伝えられ、やがて「暗殺教団」伝説とその指導者「山の老人」を生み出し、無限のバリエーションを発生させている。